# 메클렌부르크슈트렐리츠 대공국
메클렌부르크-슈트렐리츠 대공국(Großherzogtum Mecklenburg-Strelitz)은 1815년부터 1918년까지 독일 북부에 있었던 대공국이었다. 1918년부터 1934년까지는 주(州)로 기능하다가 1934년 나치에 의해 메클렌부르크-슈베린와 통합되어 메클렌부르크주(州)가 되었다. 현재는 메클렌부르크포어포메른 주(州)의 일부가 되어 있다. 수도는 노이슈트렐리츠에 두고 있었으며, 국교는 루터파 프로테스탄트였다.

## 역대 군주
두 메클렌부르크 대공국은 서슬라브족의 혈통이나 게르만화(化)된 오보트리텐(Obodriten) 대공가의 대공국들이었다.

### 메클렌부르크슈트렐리츠 공
- 1701년 - 1708년 아돌프 프리드리히 2세 (1658-1708)
- 1708년 - 1752년 아돌프 프리드리히 3세 (1686-1752)
- 1752년 - 1794년 아돌프 프리드리히 4세 (1738-1794)
- 1794년 - 1815년 카를 2세 (1741-1816) 대공 승격

### 메클렌부르크슈트렐리츠 대공
- 1815년 - 1816년 카를 2세 (1741-1816)
- 1816년 - 1860년 게오르크 빌헬름 (1779-1860)
- 1860년 - 1904년 프리드리히 빌헬름 (1819-1904)
- 1904년 - 1914년 아돌프 프리드리히 5세 (1848-1914)
- 1914년 - 1918년 아돌프 프리드리히 6세 (1882-1918)

1918년 2월 23일 대공 아돌프 프리드리히 6세가 자살하여 대공위 계승에 위기가 닥쳤다. 따라서 비어 있는 대공위를 이웃 메클렌부르크슈베린 대공국의 프리드리히 프란츠 4세가 독일 제국이 붕괴할 때까지 섭정이 되어 다스렸다.
한편 아돌프 프리드리히 6세의 유일한 남자 혈육인 사촌 카를 미하엘 공은 어머니 예카테리나가 러시아 황족이었기 때문에 러시아 제국군에 복무하였고, 1914년 메클렌부르크 시민권을 포기하고 러시아에 귀화하였다. 그러나 그가 유일한 메클렌부르크-슈트렐리츠 대공위의 유일한 상속자가 되었다. 카를 미하엘 공은 1928년에 형인 게오르크 알렉산더 공의 귀천상혼으로 태어난 조카 게오르크(카를로프Carlow 백작)을 입양했으며, 이에 따라 게오르크는 전하(Serene Highness)의 경칭을 받았다. 한편 이 입양은 이듬해에 로마노프 왕가의 수장 키릴 블라디미로비치 로마노프와 메클렌부르크슈베린 대공가의 수장 프리드리히 프란츠 4세의 승인을 받았다.

### 메클렌부르크슈트렐리츠 대공가 수장
- 1934년(1950년) - 1963년 게오르크

1934년 게오르크 공은 메클렌부르크슈트렐리츠 대공가의 수장이 되었고, 1950년 메클렌부르크슈베린 대공가도 그것을 완전히 승인하였다. 아울러 카를로츠 백작 작위는 폐기되었다. 한편 게오르크는 프로테스탄트에서 가톨릭으로 개종하였다.
- 1963년 - 1996년 게오르크 알렉산더
- 1996년 - 현재 보르빈

2001년 메클렌부르크슈베린 대공가의 남계 자손이 단절됨에 따라, 메클렌부르크슈트렐리츠 대공가는 메클렌부르크 가문의 유일한 계통이 되었다. 보르빈은 2남 1녀를 두고 있다.